# Gumtow
Gumtow – gmina w Niemczech w kraju związkowym Brandenburgia, w powiecie Prignitz.